# Rassemblement pour l'écologie et la République
 (août 2021).
Si vous disposez d'ouvrages ou d'articles de référence ou si vous connaissez des sites web de qualité traitant du thème abordé ici, merci de compléter l'article en donnant les références utiles à sa vérifiabilité et en les liant à la section « Notes et références ».
Le Rassemblement pour l'écologie et la République (RPER) est un parti politique écologiste sénégalais fondé le 2 juillet 2005 par Amadou Mayoro Fall.

## Histoire
Le parti est fondé et présidé par Amadou Mayoro Fall, membre du Parti socialiste (Sénégal) jusqu'en 1992 et secrétaire général adjoint du Parti africain écologiste du Sénégal (PAES) d'Aboubacry Dia jusqu'en 2005.
Parmi les autres membres fondateurs, on trouve Fatou Sarr, Souleymane Mayoro Fall, Mama Sougou, Moussa Gaye, Mamadou Lamine N'Diaye, Seydouba Sylla et Lamine Séne.
À la création le parti s'appelait simplement Rassemblement Pour l’Écologie (RPE). Les fondateurs ont pensé aussitôt rajouter "et la République", pour montrer leur attachement aux principes républicains qui selon eux ne sont pas à négocier.
Le 3 novembre 2007, sur décision du bureau politique, le RPER adopte la charte des verts mondiaux et intègre la coalition SOPI avec le Parti démocratique sénégalais (PDS) comme tête de file. La coalition  prendra le nom des Forces alliées 2012 (FAL 2012)   d'abord avant d’être renommée Alliance Sopi pour Toujours (AST).
le 22 mars 2009, le RPER prend part pour la première fois de son histoire à des élections locales (régionales-municipales-rurales) et remporte la commune de Pout avec 34 conseillers sur 46 soit 73,91 %.

## Orientations idéologiques
Le RPER ayant pour credo l'écologie politique, s'occupe plus sur le terrain de :
- la préservation de l'environnement
- la bonne gestion des ressources naturelles
- la maîtrise de l'eau
- l'autosuffisance  alimentaire
- la justice et la promotion de l'esprit civique
- le développement  des activités économiques dans l'ensemble du Sénégal
- l'atteinte d'un niveau  d'emploi et de promotion sociale très élevée.

Le travail est fait en collaboration avec des associations telles que Afrique écologie et arleen Afrique.

## Familles internes
Le RPER est né de la volonté de bâtir un parti écologiste, en se fondant d'abord sur l'engagement de ses propres militants, tout en respectant les valeurs qui fondent notre société. Le RPER compte ainsi apporter sa modeste contribution à l'édification d'un Sénégal nouveau mais aussi plus spécifiquement à la résolution définitive des problèmes des sénégalais(économiques, sociaux et notamment des problèmes liés aux changements climatiques). Le RPER est un parti ouvert à tous sans exclusive, permettant à tout un chacun d'exprimer son choix, d'exposer librement ses opinions.

### Écologiste
Ce pôle s'appuyant sur la Charte des Verts mondiaux prône avant tout un Développement durable.
Il est généralement pour :
- une limitation des gaz à effet de serre à l'image du Protocole de Kyoto ;
- une réduite de l’empreinte écologique sur les milieux terrestre et marin mais aussi sur la biodiversité ;
- la promotion du recyclage et de la réutilisation des déchets en lieu et place du stockage et de l'incinération.

C'est un pôle très attaché :
- aux valeurs d'égalité, de justice et de solidarité ;
- au respect des institutions, des personnes et de leurs biens ;
- au dialogue, à la négociation et à la recherche de consensus.

### Libérale
Historiquement ils sont tous issus  du PDS et  se réclament des mêmes valeurs. Ils sont  très attachés à des valeurs telles que la Famille,  l’Intégrité du territoire, l'école républicaine,  la Laïcité,   la liberté d'entreprendre, un Sénégal plus indépendant et plus visible sur le plan international.   ils défendent  le libre-échange, le moins d'état  en encourageant l'innovation, la concurrence et la propriété privée;  le  libéralisme politique et économique est pour eux la solution  pour le Sénégal.

### Centriste
C'est le courant le plus africaniste en pensant aux États-Unis d'Afrique, le fondement de leurs valeurs se trouve dans la religion principalement musulmane.Idéologiquement, ils sont très décentralisateurs quant à l'organisation  de l'état.

### Pôle social
Ils sont tous issus du  Parti socialiste (Sénégal) et de ses dérivés mais aussi du mouvement syndical particulièrement enseignant. Leur contribution est plus sociale  et sont très attachés à la république et à la laïcité. Ils ont un sens très élevé de l'état.

## Organisation

### Organes de direction
Les instances nationales
la présidence du parti, le congrès, le bureau politique, le secrétariat national, le conseil national sont les instances dirigeantes du RPER. Elles en fixent l'action générale, définissent les toutes les orientations, et élisent ou nomment celles ou ceux qui exécuteront les décisions et les directives. Le président et les vice-présidents sont élus pour 5 ans. Ils président et dirigent les instances nationales et veillent à la bonne exécution des décisions et recommandations. Ils rendent compte de leurs actions devant le conseil national d'abord deux fois par an et ensuite devant le congrès pour le bilan global de leur mandat.
Les instances locales
Le RPER développe une politique proximité à la base ainsi la cellule dirigée un responsable nommé par ses adhérents constitue la cheville ouvrière de cette action. Le reste de l'organisation se structure comme suit :
- huit cellules se regroupent pour former un comité dirigé par un délégué
- six comités forment un secteur par un délégué
- cinq secteurs pour une section communale ou section rurale (communauté rurale) dirigée par un secrétaire général
- quatre sections pour une coordination départementale dirigée par un secrétaire général
- toutes les coordinations d'une même  région forment une fédération régionale dirigée par un président.

### Congrès
Le congrès est l'assemblée générale de tous les militants. Il se réunit :
- tous les 5 ans en congrès ordinaire pour débattre des problèmes du parti et de diverses questions
- en congrès extraordinaire en temps de crise au sein du parti
- en congrès d'investiture à l'approche de l'élection présidentielle si toutefois des candidats se seraient manifestés ou pour décider de l'appui à apporter à un candidat dans le cadre d'une coalition.

### Le bureau politique
Le bureau politique assure la direction du parti. Il se réunit à la demande du président (ou de son suppléant) qui définit l'ordre du jour. Les décisions sont prises à la majorité qualifiée (50 % + 1 voix). Le bureau politique se compose de la direction du parti (président et vice-présidents) assistée d'un secrétariat national responsable de toutes les activités du parti. Les secrétaires nationaux sont chargés de la réflexion dans leurs domaines respectifs. Ils rendent compte de leurs travaux auprès du bureau politique et du conseil national.

### Le conseil national
Le conseil national (100 membres) est le parlement du RPER. Il est dirigé par un président. Il est composé du secrétariat national (40), des présidents des fédérations régionales (14), des sénégalais de l'extérieur (1) et des secrétaires généraux des coordinations départementales(45).
- 1. Le conseil national siège dans les locaux du parti et hors desquels il ne peut se réunir.
- 2. Le président et le vice-président du Conseil national sont élus au scrutin secret et à la majorité absolue des membres en exercice ; si la majorité requise n'est pas obtenue, l'élection a  lieu, au second tour de scrutin, à la majorité relative ; en cas d'égalité de suffrages, le candidat le plus âgé est déclaré élu.
- 3. Le président du Conseil national dirige les débats ; il veille à l'observation du règlement intérieur et à la sécurité intérieure de celle-ci.
- 4. Les démissions du président, du vice-président ou des membres du Conseil national sont communiquées, selon les cas, par le président, le vice-président ou le doyen d'âge, à la direction du parti.
- 5. En cas d'empêchement ou de démission du président du Conseil national, ses pouvoirs sont exercés par le vice-président.
- 6. Les services administratifs du Conseil national sont dirigés par un secrétaire général placé sous l'autorité du président.
- 7. En matière disciplinaire, les attributions exercées aux termes du statut général, sont respectivement dévolues au président, au bureau politique et au secrétaire général.
- 8. Le budget relatif au fonctionnement du Conseil national est présenté à la direction du parti par le président  avant le 1er septembre de chaque année.
- 9. La clôture des sessions ordinaires et des sessions extraordinaires convoquées par le président est prononcée par lui au terme de la session ou lorsque l'ordre du jour est épuisé.
- 10. Le Conseil national ne peut délibérer que si les conseillers présents forment la majorité des membres en exercice.
- 11. L'ordre du jour des séances de l'assemblée est établi,  par le bureau du Conseil national ; il comporte  l'indication détaillée des questions inscrites.
- 12. Lorsque le Conseil national a adopté un projet, la présidence en dresse la minute, en deux exemplaires, dont l'un est communiqué à la direction du parti  par l'intermédiaire de son président.
- 13. le Conseil national ne peut tenir aucune séance en dehors des sessions ordinaires ou extraordinaires ; toutefois, pendant l'intervalle des sessions, les projets ou propositions dont l'assemblée est saisie peuvent être étudiés dans les commissions.
- 14. Le règlement intérieur du Conseil national fixe les conditions dans lesquelles il constitue ses commissions et l'époque de leur renouvellement.
- 15. La date et l'ordre du jour des réunions des commissions saisies de projets  sont portés à la connaissance de la direction du parti
- 16. le procès-verbal des séances est communiqué à la direction du parti par le président du Conseil national.
- 17. Le conseil national ne peut faire, ni publier de proclamation ou d'adresse publique.